# Edessa
För andra betydelser, se Edessa (olika betydelser).

Grevskapet Edessa 1135

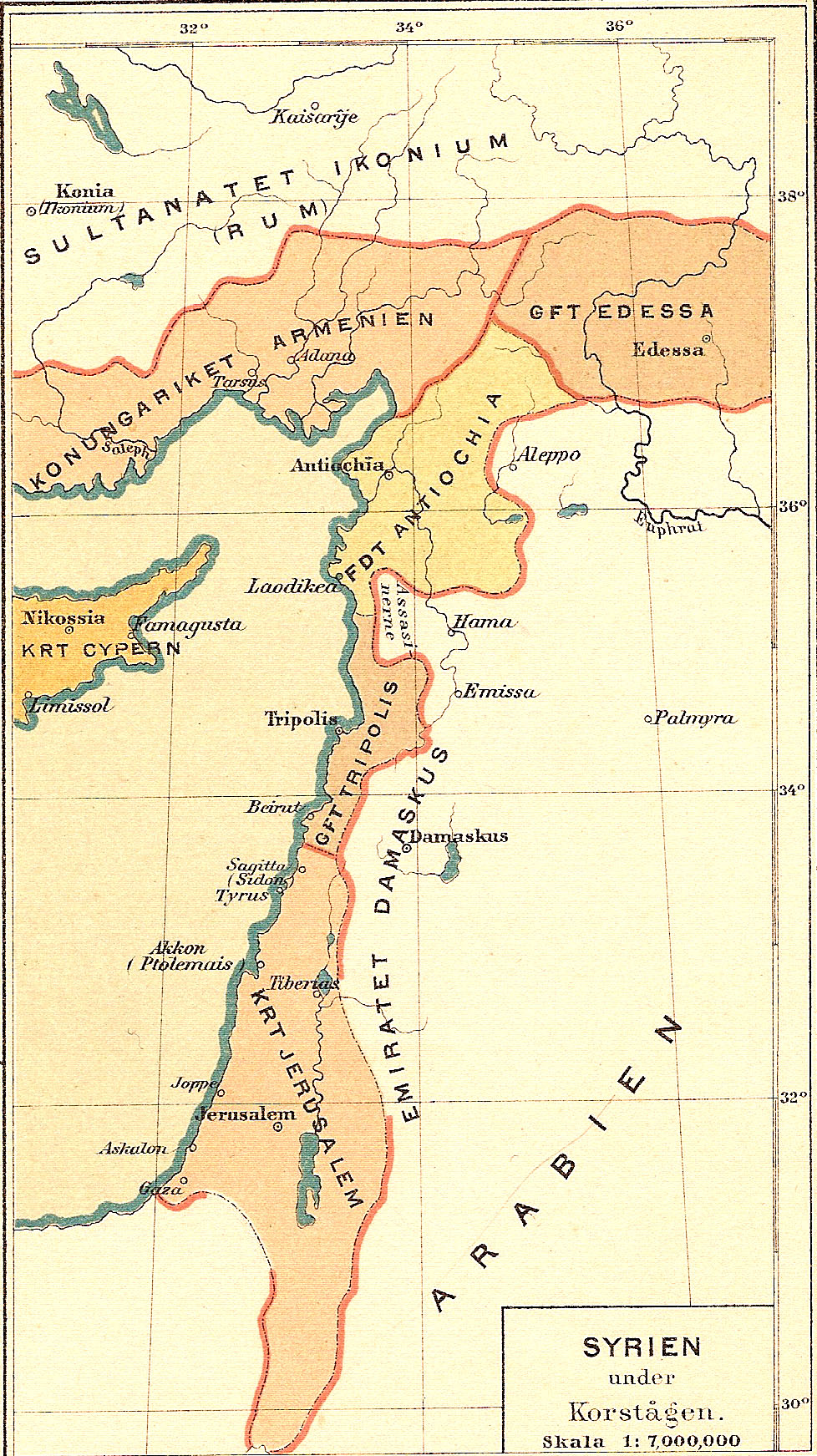
Historisk karta över Syrien under korstågen. Edessa uppe till höger

Edessa var en stad som under antiken byggdes på en plats i norra Syrien som hette Ūrhāy (syriska: ܐܘܪܗܝ) och som numera heter Urfa eller Şanlıurfa och ligger i södra Turkiet. Den grundades 303 f.Kr. i hellenistisk form av Seleukus I Nicator och uppkallades efter Edessa i Grekland.

## Historia
Edessa blev tidigt kristnat under en kung Abgar och blev ett centrum för kristendomen i Syrien samt var huvudstad i Osrhoëniska riket. Staden intogs av muslimerna 639 och från 944 tillhörde den det bysantinska riket. Korsriddarna intog Edessa 1099 och bildade där grevskapet Edessa. Detta varade till 1144 då det erövrades av seldjukerna. Efter 1637 tillhörde staden Osmanska riket.

## Legend om Abraham
Vid staden återfinns Ibrahim Xelil-sjön, "den heliga sjön". Enligt legenden föddes patriarken Abraham i Urfa under kung Nimruds regering. En dag berättade kungen om en dröm han haft. Drömtydarna spådde honom att ett barn skulle födas i staden och utgöra ett hot mot hans makt. Kungen gav då order om att alla nyfödda pojkar skulle dräpas. Abrahams mor, som då var havande, gömde sig i en grotta och där födde hon Abraham. Abraham levde i grottan i 10 år. När han kom ut flyttade han in hos sin far. Abraham började bestrida den polyteism som rådde. När han förstörde avgudabilderna i templet lät kungen gripa Abraham för att bränna honom på bål. Han skulle kastas ned från en kulle in i elden, men enligt legenden förvandlade Gud då elden till vatten och de brinnande vedstockarna till fiskar.

## Legenden Abgar den Svarte
Enligt berättelsen i Eusebius kyrkohistoria kristnades kungen av Edessa, Abgar den V "Ukkâmâ" (den svarte). Kungen led av spetälska och hans läkare kunde inte bota honom. Han hade hört berättas om en vis man i Palestina (Jesus) och att denne hade verksamma botemedel mot sjukdomar. Han skickade en delegation med ett brev till Jesus och inbjöd honom till Edessa för att bota honom. Jesus svarade att han inte kunde komma till Edessa, då han hade andra uppdrag. Men han sände en av sina anhängare, Taddaeus (Mor Addai) och denna botade kung Abgar som till följd omvändes till kristendom. Hans rike Edessa blev senare ryktbar för denna händelse och för innehavet av de nämnda brev som utväxlades mellan Abgar och Jesus. Besökare från nästan alla kristna länder kom till Edessa för att se breven och kanske få en avskrift av dem. 
Edessa blev ett betydande centrum för kristendomen i Syrien och den kristna blomstringstiden varade fram till 500-talet.